# 나가스역
나가스역(일본어: 長洲駅)은 일본 구마모토현 다마나군 나가스정에 있는 규슈 여객철도 가고시마 본선의 역이다. 단선 승강장과 섬식 승강장이 합친 복합 형태의 철도 역사이다. 교상 역사구조를 갖춘다.

## 타는 곳
| 1     | ■ 가고시마 본선 | (하행) | 다마나 · 구마모토 · 야쓰시로 방면 |
| 2 · 3 | ■ 가고시마 본선 | (상행) | 오무타 · 하카타 방면              |
| 2 · 3 | ■ 가고시마 본선 | (하행) | 다마나 · 구마모토 · 야쓰시로 방면 |

## 역 주변
- 나가스 정청
- 나가스 항

## 인접 정차역
| 규슈 여객철도 가고시마 본선 | 규슈 여객철도 가고시마 본선 | 규슈 여객철도 가고시마 본선 |
| --------------------------- | --------------------------- | --------------------------- |
| 아라오 아라오 방면          | ■ 쾌속 '구마모토 라이너'    | 다마나 야쓰시로 방면        |
| 미나미아라오 모지코 방면    | ■ 보통                      | 오모시노 가고시마 방면      |